# Latarnia Morska Jastarnia
Latarnia Morska Jastarnia – latarnia morska na polskim wybrzeżu Bałtyku, położona w mieście Jastarnia (powiat pucki, województwo pomorskie), na Mierzei Helskiej.
Latarnia znajduje się pomiędzy Latarnią Morską Rozewie a Latarnią Morską Hel. Pierwszą latarnię w Jastarni zbudowano w 1938 roku i przetrwała tylko jeden rok. Była to ażurowa wieża ze stali o wysokości 25 metrów, na której szczycie umieszczono elektryczne źródło światła sprowadzone ze Szwecji. Obrońcy Helu we wrześniu 1939, nie dopuszczając do użycia latarni, jako punktu namiarowego przez niemiecką artylerię okrętową, wysadzili ją.
W 1950 roku postawiono nową latarnię w Jastarni wykorzystując 21-metrową kolumnę buczka mgłowego z latarni Stilo. Po wykorzystaniu części elementów, na betonowym cokole o wysokości 2,4 metra powstała wieża o łącznej wysokości 13,8 metra i średnicy 1,6 metra.
Wieża latarni jest pomalowana w biało-czerwone pasy poziome a wieńczy ją dziesięciokątna laterna, w której umieszczone jest cylindryczna soczewka o średnicy 500 mm i zmieniacz żarówek na 2 lampy o mocy 500 W. Obsługiwane automatycznie światło latarni o zasięgu 15 Mm widoczne jest z Zatoki Gdańskiej i z otwartego morza.
Jest jedną z dwóch polskich latarń morskich całkowicie metalowych, a jednocześnie jest najniższa na polskim wybrzeżu.
Ze względu na trudności komunikacyjne wewnątrz wieży nie jest ona udostępniona do zwiedzania.

## Informacje ogólne
Latarnia jest administrowana przez Urząd Morski w Gdyni.

## Dane techniczne
- Położenie: 54°42'01" N 18°40'58" E
- Wysokość wieży: około 13,5 m
- Wysokość światła: 22,00 m n.p.m.
- Zasięg nominalny światła: 15 Mm (27,78 km)
- Charakterystyka światła: Kodowe Morse’a  Mo(A) (Litera A według alfabetu Morse’a)
  - Światło: 2 s
  - Przerwa: 2 s
  - Światło: 7 s
  - Przerwa: 9 s
  - Okres:  20 s
- Źródło światła: dwie żarówki po 500 W ze zmieniaczem